# Івон Мвого
Івон Мвого (фр. Yvon Mvogo, нар. 6 червня 1994, Марлі) — швейцарський футболіст камерунського походження, воротар клубу «Лор'ян».

## Клубна кар'єра
Народився 6 червня 1994 року в місті Марлі. Вихованець юнацьких команд футбольних клубів «Марлі», «Фрібур» та «Янг Бойз».
У дорослому футболі дебютував у грудні 2013 року виступами за першу команду «Янг Бойз», після того як основний воротар Марко Велфлі отримав серйозну травму. Мвого відразу став основним воротарем і зберіг свою позицію після повернення Велфлі.
Влітку 2017 року перейшов до німецького клубу «РБ Лейпциг», де став дублером Петера Гулачі..

## Виступи за збірні
Виступав у складі юнацької збірної Швейцарії, взяв участь у 23 іграх на юнацькому рівні, пропустивши 5 голів.
З 2013 року залучався до складу молодіжної збірної Швейцарії. На молодіжному рівні зіграв у 6 офіційних матчах, пропустив 6 голів.
2014 отримав свій перший виклик до національної збірної Швейцарії, в наступному періодично викликався до її лав, проте на поле у її складі не виходив. Так не провівши жодної офіційної гри за національну команду, 2018 року був включений до її заявки на тогорічний чемпіонат світу як один з дублерів Янна Зоммера.
| Дата       | Місто        | Господарі | Результат | Гості       | Турнір                               | Голи | Примітки |
| ---------- | ------------ | --------- | --------- | ----------- | ------------------------------------ | ---- | -------- |
| 15-10-2018 | Рейк'явік    | Ісландія  | 1 – 2     | Швейцарія   | Ліга націй УЄФА 2018-2019 - 1-й етап | -1   |          |
| 14-11-2018 | Лугано       | Швейцарія | 0 – 1     | Катар       | товариський матч                     | -1   |          |
| 11-11-2020 | Геверле      | Бельгія   | 2 – 1     | Швейцарія   | товариський матч                     | -2   |          |
| 3-6-2021   | Санкт-Галлен | Швейцарія | 7 – 0     | Ліхтенштейн | товариський матч                     | -    |          |
| Усього     |              | Матчів    | 4         |             | Голів                                | -4   |          |

## Досягнення
ПСВ
- Володар Кубка Нідерландів: 2021-22
- Володар Суперкубка Нідерландів: 2021

Особисті досягнення
- Команда місяця Ередивізі: травень 2022[3]